# Karabin maszynowy Mendoza RM2
Mendoza RM2 – meksykański ręczny karabin maszynowy. Broń produkowana od 1965 roku, ale pod względem rozwiązań konstrukcyjnych zbliżona do rkm-ów pochodzących z lat 30. Niewielki magazynek o pojemności 20 naboi powodował, że miał niską szybkostrzelność praktyczną, a niewymienna lufa miała tendencje do przegrzewania podczas prowadzenia intensywnego ognia.
Mendoza RM2 był od lat 60. podstawowym rkm-em armii meksykańskiej. Obecnie został wycofany z uzbrojenia jednostek liniowych, ale prawdopodobnie karabiny maszynowe tego typu nadal znajdują się w zapasach mobilizacyjnych meksykańskiej armii.